# T4 (Italië)
De T4, ook wel Traforo stradale del Frejus genoemd, is een tunnelweg in Italië.
De dubbelbaanse autosnelweg vertegenwoordigt het Italiaanse gedeelte van de Fréjustunnel. Vanuit Turijn loopt de A32 bij Bardonecchia vloeiend over in de T4, vanwaar de weg via een douanepost en het tolplein de Fréjustunnel in gaat. Na 6,8 kilometer ligt midden in de tunnel de grens met Frankrijk, vanwaar de Franse N543 verdergaat richting de A43 richting Chambéry en Lyon.
De SITAF is de wegbeheerder van de T4 en mag tevens tol heffen voor het verkeer dat richting Frankrijk rijdt. Een enkele passage met een personenauto kostte in 2012 39,40 euro. Verkeer vanuit Frankrijk mag tolvrij van de T4 gebruikmaken, omdat de Franse exploitant SFTRF reeds aan de Franse zijde van de Fréjustunnel tol heft.
De T4 maakt over zijn gehele lengte onderdeel uit van de E70. In 2011 maakten in totaal 4.494 voertuigen per etmaal gebruik van de weg in beide richtingen. De T4 is daardoor een van de rustigste Alpen-doorgangen.